# Polystichtis bubo
Polystichtis bubo är en fjärilsart som beskrevs av Butler 1897. Polystichtis bubo ingår i släktet Polystichtis och familjen Riodinidae. Inga underarter finns listade i Catalogue of Life.